# Tanytarsus semiglaber
Tanytarsus semiglaber är en tvåvingeart som först beskrevs av Jean-Jacques Kieffer 1911.  Tanytarsus semiglaber ingår i släktet Tanytarsus och familjen fjädermyggor. Inga underarter finns listade i Catalogue of Life.